# كونفدرالية قبلية
الكونفدرالية القبيلية هي اتحاد فضفاض من القبائل المستقلة. في المقابل، تعتبر الفدرالية القبلية اتحادًا أمتن (نسبيًا). وعادةٍ ما يستخدم مصطلح انحاد قبيلي أو حلف قبيلي (كمصطلح عام).
كانت هذه الأحلاف شائعة بشكل خاص بين الشعوب الخيالة الرحل . لتحديد الحدود بين المصطلحات، انظر أيضًا الكونفدرالية والفدرالية ، غالبًا ما يكون هناك انتقالات سلسة عند استخدام المصطلحات الثلاثة.
اليوم توجد مثل هذه الأحلاف خاصة بين العرب وبين الأكراد . اتحدت شعوب الخيالة في آسيا الوسطى مرارًا وتكرارًا في فدراليات قبلية لقرون. غالبًا ما تلعب الأحلاف القبلية دورًا أسطوريًا في تاريخ العديد من الشعوب، على سبيل المثال القبائل الإثني عشر الإسرائيلية .

## النشوء
في العصور التاريخية، جمع الحاكم أتباعًا وحاول السيطرة على عشائره وقبيلته. إذا أظهر صفات قيادية، انضمت إليه قبائل أخرى، وفي نزاعات يهزم القبائل المجاورة ويضمها أو يخضعها. كانت الكونفدرالية قادرة على الاستمرار في النمو. عندما هزم الحاكم بشكل حاسم، غالبًا ما اتنهار بسرعة. وبهذا المعنى، كانت الاتحادات القبلية في كثير من الأحيان كيانات غير مستقرة.
غالبًا ما كان اسم الكونفدرالية القبلية مأخوذًا من القبيلة أو العشيرة المهيمنة سياسياً. عندما إذا انتهت الكونفدرالية، يظل الاسم الجديد أحيانًا في المقدمة، ولكن الأسماء القديمة غالبًا ما تم استخدامها مرة أخرى.

## مثال المنغوليين
جرى انتخاب جنكيز خان ف ، نجل خان من قبيلة المغول، في اجتماع (Kurultai) رئيسًا في عام 1206 م لكونفدرالية قبائلية تركية-منغولية. اتخدت الكونفدرالية بأكمله لاحقًا اسم المغول.

## مثال القبائل الجرمانية
شكلت بطون القبائل، التي اتحدت فيما بعد باسم فرانكن ، في البداية تحالفات فضفاضة فقط مثل كانت مناسبة للغارات أوالدفاع . بمرور الوقت، أصبح «سرب القبائل» هذا اتحادًا للقبائل أو حلفًا القبائل وفقط مع مرور الوقت أصبحوا أخيراً شعب. نفس التطور يصف حالة الساكسون . يعتقد أيضًا أن القوط قد نشأوا من اندماج قبائل مختلفة.

## أمثلة على اتحادات قبلية
- Abodrites ، إلب السلاف
- الكازاخستانيون في آسيا الوسطى
- شيروسكيون ، الجرمان

## أمثلة على كونفدرالية قبلية
- الأوغوز ، شعب تركي
- اتحاد حاشد القبلي في اليمن
- أولاد نايل ، عرب في الجزائر
- كوتشجيري، الأكراد
- دراني ، البشتون
- Türgesch ، شعب تركي في آسيا الوسطى من حوالي 700 إلى منتصف القرن الثامن م
- Dörben Oirat ، غرب المنغولية
- خلالعصر الهجرات كان هناك العديد من الاتحادات القبلية الجرمانية
- أصول المجريين
- سارماتيون في إيران
- اتحاد الايروكوا

## كونفدرالية قبلية في الهضبة المنغولية
- شيونغنو من القرن 3 قبل الميلاد حتى القرن 1 الميلادي
- Xianbei 1 من القرن 1 الميلادي حتى القرن 4 الميلادي
- روران من القرن 4 الميلادي حتى القرن 6 الميلادي
- غوكتورك من القرن 6 الميلادي حتى القرن 8 الميلادي
- الأويغور من القرن 8 الميلادي حتى القرن 9 الميلادي
- قيرغيزستان من القرن 9 الميلادي حتى القرن 10 الميلادي
- كيتان (قارن. سلالة لياو ) من القرن 10 الميلادي حتى القرن 12 الميلادي

## أمثلة على فدرالية قبلية
- ٴجۇز، الكازاخ
- كارلوكين ، شعب تركي في آسيا الوسطى
- قارا كويونلو ، التركمان في شرق الأناضول
- آق كويونلو ، التركمان في شرق الأناضول
- جاف ، الأكراد
- المغول ( سلالة يوان ) من القرن12 الميلادي حتى القرن 17 الميلادي
- مانشو (را. سلالة تشينغ ) من القرن 17 الميلادي حتى القرن 20 الميلادي

## روابط إنترنت
- ماريون لينسكا وأندريا هاندل وغابرييل راسولي - بالزيك: مقدمة في علم الأعراق في آسيا الوسطى ، السيناريو. فيينا، 2003 ، تم الدخول إليه في 18 يناير 2020.

## هوامش
1. ↑  Marion Linska, Andrea Handl und Gabriele Rasuly-Paleczek, S. 79
2. ↑  Marion Linska, Andrea Handl und Gabriele Rasuly-Paleczek, S. 64
3. ↑  Erich Zöllner: Geschichte der Franken bis zur Mitte des sechsten Jahrhunderts. C. H. Beck, München 1970, S. 2; Ulrich Nonn: Die Franken. Verlag Kohlhammer, Stuttgart 2010, ISBN 978-3-17-017814-4, S. 18